# Зброх Гулевич
Зброх (Олекса́ндр) Ва́ськович Гулевич (? — після 1494) — руський боярин герба Новина. Репрезентант кількох волинських гілок роду Гулевичів. Землевласник у Волинській землі Великого князівства Литовського.

## Відомості
Зброх Гулевич, син радника Васька Івановича Гулевича з Воютина, який був радником великого князя Свидригайла Ольгердовича. Дід — Іван Гулевич теж входив до близького оточення великого князя. Найдавніша з відомих писемних згадок про Зброха Васьковича сягає 1494 року, в Луцьку. При хрещенні мав ім'я Олександр, але вочевидь продовжував користуватися некалендарним — Зброх. Відповідно тогочасної традиції за християнським іменем часто зберігалося традиційне некалендарне або давньослов'янське (тюркське, романське) ім'я. Іноді воно настільки приживалося, що витісняло християнське ім'я і з часом останнє навіть забувалося. Одне з волинських родиних іменувань Гулевичів — Зброховичі або Зброховичі-Перекальські буде виведено саме від Зброх.
Відомі сини Зброха Гулевича це Михайло Гулевич, у шлюбі з Ганною Іванівною кн. Корецькою та Федір Гулевич, майбутній єпископ луцький та острозький Феодосій. Підписувався як Феодосій Зброхович-Перекальський. Його онука відома фундаторка Галшка Гулевичівна.